# Ian Kinsler
Ian Michael Kinsler (Tucson, 22 giugno 1982) è un ex giocatore di baseball statunitense.

## Carriera

### Gli inizi
Kinsler nacque a Tucson in Arizona, da padre ebreo e madre cattolica. Diplomatosi nel 2000 alla Canyon del Oro High School nel sobborgo Tucson di Oro Valley; fu selezionato subito dopo dalla squadra di casa, gli Arizona Diamondbacks, al ventinovesimo turno del draft 2000; tuttavia Kinsler non sentendosi ancora pronto per i professionisti rifiutò. Fu selezionato nuovamente dai D-Backs l'anno successivo al ventiseiesimo turno, optando però il baseball universitario.

### Minor League (MiLB)
Kinsler fu selezionato una terza volta dai Texas Rangers al diciassettesimo turno (come 496ª scelta assoluta) nel draft 2003. Firmò con i Rangers nel giorno del suo ventunesimo compleanno, per 30000 $. Nel 2003 giocò nella classe A-breve, nel 2004 nella classe A e nella Doppia-A e nel 2005 nella Tripla-A.

### Major League (MLB)
Kinsler debuttò nella MLB il 3 aprile 2006, al Ameriquest Field di Arlington contro i Boston Red Sox. Terminò la stagione con 103 partite disputate nella MLB e 10 nella Tripla-A.
Nel 2008 venne convocato per la prima volta per l'All-Star Game.
Il 20 novembre 2013 Kinsler fu scambiato con i Detroit Tigers, in cambio di Prince Fielder più 30 milioni di dollari per coprire parte della differenza tra i salari dei giocatori.
Nel 2016 vinse il suo primo Guanto d'oro.
Il 13 dicembre 2017 i Tigers scambiarono Kinsler con i Los Angeles Angels, in cambio dei giocatori di minor league Troy Montgomery e Wilkel Hernandez.
Il 31 luglio 2018 gli Angels scambiarono Kinsler, assieme a un compenso in denaro, con i Boston Red Sox, in cambio dei giocatori Williams Jerez e Ty Buttrey. Terminata la stagione regolare partecipò al post-stagione, diventando campione delle World Series in seguito alla vittoria dei Red Sox.
Il 14 dicembre 2018, durante il mercato invernale, Kinsler firma un contratto biennale con i San Diego Padres. Giocò la sua ultima partita nella major league il 12 agosto 2019, lanciando per la prima volta in carriera, concedendo in un inning di gioco, una valida e due basi su ball, colpendo un battitore con il lancio ma concludendo senza concedere punti. Nella stessa partita batté un fuoricampo. Terminò in anticipo la stagione a causa di un'ernia del disco.
Kinsler annunciò il ritiro dal baseball professionistico il 20 dicembre 2019.

## Palmarès

### Club
- World Series: 1

Boston Red Sox: 2018

### Individuale
- MLB All-Star: 4

2008, 2010, 2012, 2014
- Guanti d'oro: 2

2016, 2018
- Fielding Bible Award: 1

2015
- Defensive Player of the Year: 1

2014
- Giocatore della settimana dell'American League: 2

(15 aprile 2007, 19 aprile 2009)

### Nazionale
- World Baseball Classic:  Medaglia d'Oro

Team USA: 2017